# 弗萊德·弗萊徹
法蘭克·弗萊德·弗萊徹（英語：Frank Friday Fletcher，1855年11月23日—1928年11月28日）美國海軍上將，大西洋艦隊司令，與國會榮譽勳章得主。弗萊德·弗萊徹上將是第二次世界大戰中，傑克·弗萊徹上將的叔叔。

## 早年生活
弗萊德·弗萊徹於1855年11月23日生於愛荷華州奧斯卡盧薩，美國海軍官校1875年班。見習官弗萊徹首先服役於單桅戰船圖斯卡羅拉號（USS Tuscarora），1876年7月正式任少尉軍官後，先後服役於單桅戰船普茲茅斯號（USS Portsmouth），普利茅斯號（USS Plymouth），拉克瓦納號（USS Lackawanna），星座號（USS Constellation），與提康德羅加號（USS Ticonderoga）。其中在提康德羅加號上服役時，參與了由羅伯特·舒斐特（Robert W. Shufeldt）准將所率領的環繞世界的巡弋任務（1878年－1881年）。
弗萊徹於1882年4月升中尉，並調到位於華盛頓特區的航道測量辦公室工作。1884年7月奉派出海，隨護衛艦昆寧堡號（USS Quinnebaug）至歐洲水域執勤。到1887年接受兵工訓練後，至海軍兵工署服務。在接下來五年中，他在火砲機構的設計，船上導航，與射擊測量都有傑出的貢獻。其中由他開發的弗萊徹砲門機構能更加提高速射砲的射速；而從1890年開始，美國海軍都裝設了疊標燈。此外，弗萊徹也發展出美國海軍第一套魚雷戰教範，因此在1892年，弗萊徹上尉受命擔任美國第一艘魚雷艇庫欣號（USS Cushing，TB-1）的艇長。
弗萊徹於1895年調到第二級戰鬥艦緬因號（USS Maine）上服役，但在1896年10月便調回紐波特魚雷基地任指揮官。1898年4月短暫單任海軍兵工署助理署長後，便改任巡邏艇康納瓦號（USS Kanawha）艇長。同年10月到1901年7月任測量艦老鷹號（USS Eagle）的艦長。並在指揮老鷹號期間，升任少校。1901年，弗萊徹回海軍兵工署繼續研究魚雷戰術。1902年到1905年間任美國大西洋艦隊參謀長，1906年任加護級巡洋艦羅利號（USS Raleigh，C-8）中校艦長。1908年從海軍戰爭學院結訓後，先被派至將官會議服務，5月升上校後，從9月到1910年3月擔任戰艦佛蒙特號（USS Vermont，BB-20）艦長，之後則出任美國海軍部長助手，並晉升少將。

## 維拉克魯茲到第一次世界大戰
1911年到1913年間，弗萊徹少將任太平洋艦隊戰鬥艦指揮官。1913年2月，弗萊徹被任命為美國墨西哥灣海軍司令。1914年4月，美國伍德羅·威爾遜總統下令美軍占領墨西哥維拉克魯茲，弗萊徹少將任總指揮官。4月21日，弗萊徹將軍的艦隊護送由溫德爾·納維爾（Wendell C. Neville）上校所率領的陸戰隊登陸維拉克魯茲，並在兩天的戰鬥後占領了維拉克魯茲。因為這項戰績，弗萊徹獲得了國會榮譽勳章，以表彰他在戰鬥中卓越的領導　。
褒揚令

為1914年4月21日到22日的維拉克魯茲戰鬥中，卓越的領導。在敵火下，弗萊徹少將卓越地執行勤務。弗萊徹少將身為維拉克魯茲最高階軍官，登陸與登陸後的作戰都是在他的命令與指揮下進行，並為了聯繫這些行動，他是在岸上指揮並不時受到攻擊。
1914年9月，弗萊徹升任美國大西洋艦隊總司令，並在1915年3月晉升上將。1916年卸任，回復少將階，轉任海軍將官會議，陸海軍聯合會議，與戰時工業會議的成員。並在第一次世界大戰中，因為「著有功績的服務」，而獲頒優異服務勳章。

## 退休與榮譽
弗萊徹於1919年11月23日退休，並長期擔任當代防禦論述（contemporary defense issues）的官方顧問。弗萊徹於1928年11月28日於紐約市去世，並安葬於阿靈頓國家公墓。將軍的妻子蘇珊·史戴森－弗萊徹（Susan H. Stetson-Fletcher）於1946年過世，並與將軍合葬。
美軍弗萊徹級驅逐艦首艦弗萊徹號（USS Fletcher，DD-445）便用以紀念弗萊徹上將。

## 註解
1. ↑  Frank Friday Fletcher （页面存档备份，存于）－Destroyer History

## 外部連結
Frank Friday Fletcher Admiral, United States Navy （页面存档备份，存于）－Arlington National Cemetery

Admiral Frank F. Fletcher, USN （页面存档备份，存于）－Naval Historical Center